# Porcellio resacae
Porcellio resacae là một loài chân đều trong họ Porcellionidae. Loài này được miêu tả khoa học năm bởi Mulaik,.